# Aeroflot

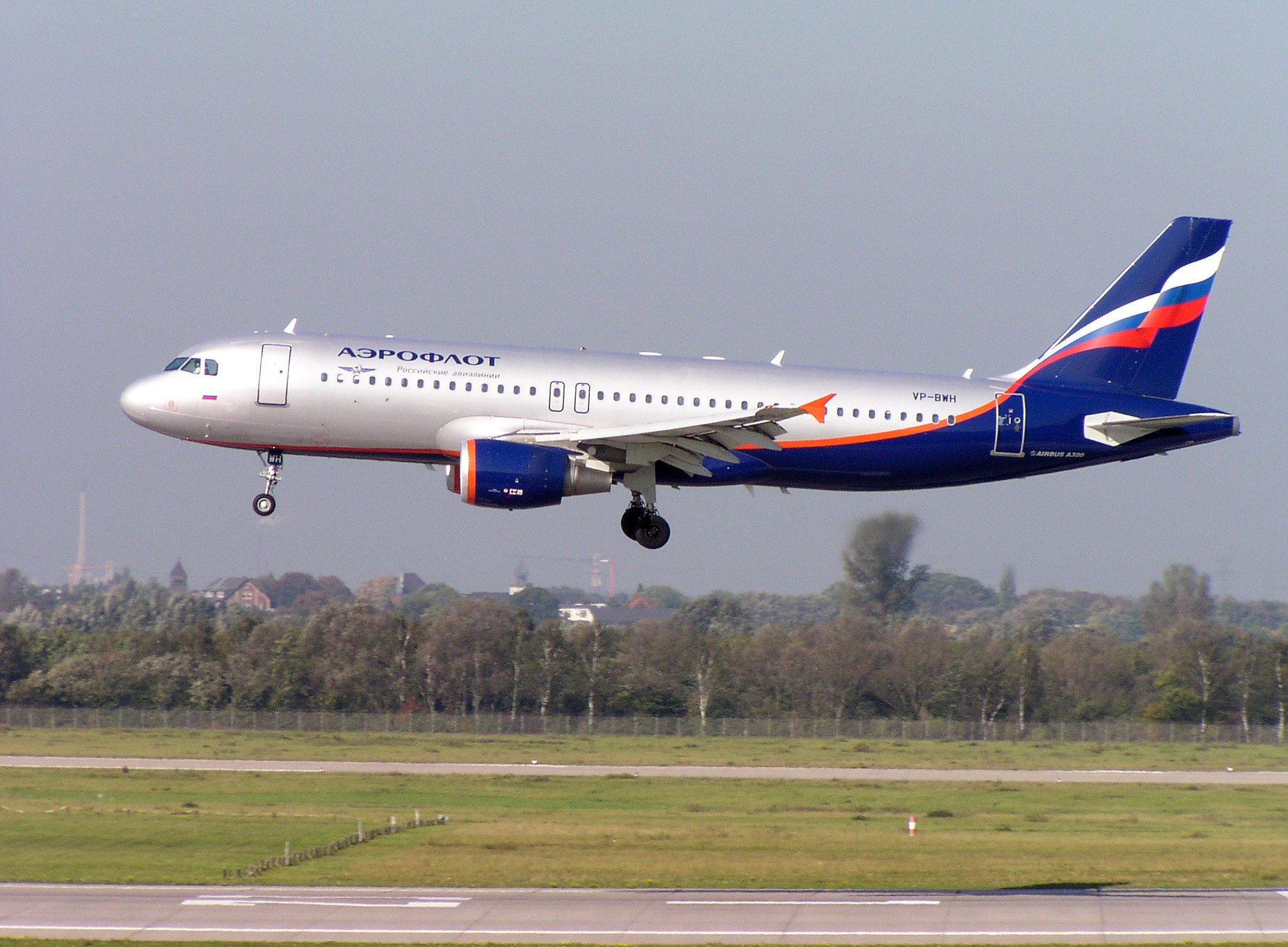
Avion aparținând companiei Aeroflot

Aeroflot, de fapt Aeroflot – Liniile Aeriene Ruse (rusă, Аэрофлот – Российские авиалинии / Aeroflot – Rossiskiie avialinii), este cea mai mare companie aeriană rusă, care a fost mai multe decenii, pe vremea când Rusia era partea cea mai însemnată a Uniunii Sovietice (1917 - 1991), cea mai mare linie aeriană din lume.

## Istoria
9 februarie 1923 este considerată data nașterii oficiale a aviației civile rusești, când Consiliul Muncii și Apărării a emis o rezoluție intitulată "Privind împuternicirea Administrației Flotei Centrale a Aerului să se ocupe de supravegherea tehnică a companiilor aeriene și de înființarea Consiliului Aviației Civile".
În urma acestei rezoluții, la 17 martie 1923 a fost înființată societatea deschisă "DOBROLET" (Societatea Rusă pentru Flota Aeriană Voluntară). Scopul principal al acestei organizații comerciale a fost dezvoltarea aviației civile din țară pentru nevoile economiei naționale. Din această zi, Aeroflot, ca succesor al companiei DOBOROLET, își numără istoria.
În anii 1920, după sfârșitul primului război mondial, țările europene au folosit din ce în ce mai mult aviația în scopuri pașnice; transportul de pasageri, poștă și mărfuri. Rusia a ținut pasul cu vecinii săi cu zboruri în străinătate, operând, în general, folosind războaie reîncărcate.
La 1 mai 1922, au fost lansate zboruri pe primul traseu internațional - Moscova-Konigsberg (parte a Germaniei la acea dată) și ulterior extins pentru a include și Berlinul. 15 iulie 1923, a marcat introducerea primei rute interne regulate între Moscova și Nizhny Novgorod. Pe 25 februarie 1932 a fost înființată Administrația Centrală a Flotei Aeronautice Civile, iar "Aeroflot" a fost adaptată ca abrevierea oficială a serviciului civil de aviație civilă.
În 1956, Aeroflot a lansat primul avion din lume, TU-104, pentru a opera pe rutele interne și internaționale ale Rusiei.
În august 1959, Aeroportul Sheremetyevo a fost deschis cu sarcina principală de a găzdui zboruri internaționale.
La sfârșitul anilor 1950, TU-114, cea mai mare aeronavă din lume echipată cu motoare turbo propulsoare mai eficiente, a fost supusă unor teste riguroase și a fost pusă în exploatare comercială de către Aeroflot.
În ianuarie 1971, Administrația Aeriană Aeronautică Aeriană Internațională a Aeroportului Aeroflot a fost înființată în cadrul Administrației Internaționale a Transportului Aerian și a devenit singura întreprindere autorizată să opereze zboruri internaționale. În străinătate, compania aeriană era cunoscută sub numele de "Aeroflot Soviet Airlines"
În 1980, Aeroflot a fost numit transportatorul general al participanților la XXIII Jocurile Olimpice de la Moscova. Un nou aeroport internațional, Sheremetyevo 2, capabil să manipuleze simultan 31 de aeronave de orice tip, a fost construit pentru a saluta sportivii și oaspeții în capitală din întreaga lume. Ceremonia oficială de deschidere a avut loc pe 6 mai.
În 1991, după prăbușirea Uniunii Sovietice, fostele republici sovietice și regiuni din Rusia au început să își înființeze propriile companii aeriene. Compania noastră a fost succesoarea numelui Aeroflot și a mărcii comerciale a fostului transportator aerian sovietic. În luna iunie a aceluiași an a fost creată Alianța de producție comercială "Aeroflot Soviet Airlines", care a fost transformată în societatea pe acțiuni "Aeroflot Russian International Airlines" în 28 iulie 1992. În același timp, compania aeriană a început să opereze cu aeronave străine. Prima aeronavă străină care a apărut la Aeroflot a fost închiriată A310-300 fabricată de Airbus Industry. Doi ani mai târziu, compania a achiziționat avioane Boeing 767-300ER, care respectă cele mai înalte standarde ecologice și de zgomot.
În 1994, compania aeriană a achiziționat aeronave a treia generație de talie generată Il-96-300, realizate de ruși, pentru zboruri internaționale, care respectă pe deplin standardele de zgomot stabilite de Organizația Aviației Civile Internaționale. La sfârșitul anului 1995, compania aeriană a închiriat transportatorul de marfă DC-10-30F pentru transportul pe distanțe lungi.

## Flota
Aeronava Aeroflot este una dintre cele mai tinere din lume. 
Majoritatea flotei este formată din aeronave Airbus A320, Airbus A330 și Sukhoi SuperJets-100.
La sfârșitul anului 2008, Aeroflot a adăugat 22 de noi linii aeriene Airbus A330 către parcul său.
Din februarie 2013 până în iunie 2018, Aeroflot a primit 17 Boeing B777-300ER, care sunt superioare celorlalte aeronave din gama de zbor și capacitate de încărcare și oferă servicii de clasă Comfort.
Începând cu septembrie 2013, Aeroflot a operat 41 de noi aeronave Boeing 737-800 cu rază medie de acțiune.
În ianuarie 2015, Aeroflot și Sukhoi Civil Aircraft (SCAC) au ajuns la un acord pentru o livrare majoră a noilor rute Sukhoi SuperJet-100 rusești. Flota Aeroflot include în prezent 45 de aeronave de acest tip.
Începând cu 1 iulie 2018, Aeroflot include 241 de aeronave de pasageri, vârsta medie a flotei fiind de 4 ani.
| Tipul       | Nr. |
| ----------- | --- |
| Airbus A320 | 79  |
| B777        | 17  |
| B737        | 41  |
| A330        | 22  |
| A321        | 37  |
| A320        | 79  |
| SSJ-100     | 45  |
| A350        | 01  |
| TOTAL       | 242 |